# San Lucas, Sultepec
San Lucas är en ort i kommunen Sultepec i delstaten Mexiko i Mexiko. Samhället hade 190 invånare vid folkräkningen 2020.